# 2016 FNSうたの夏まつり

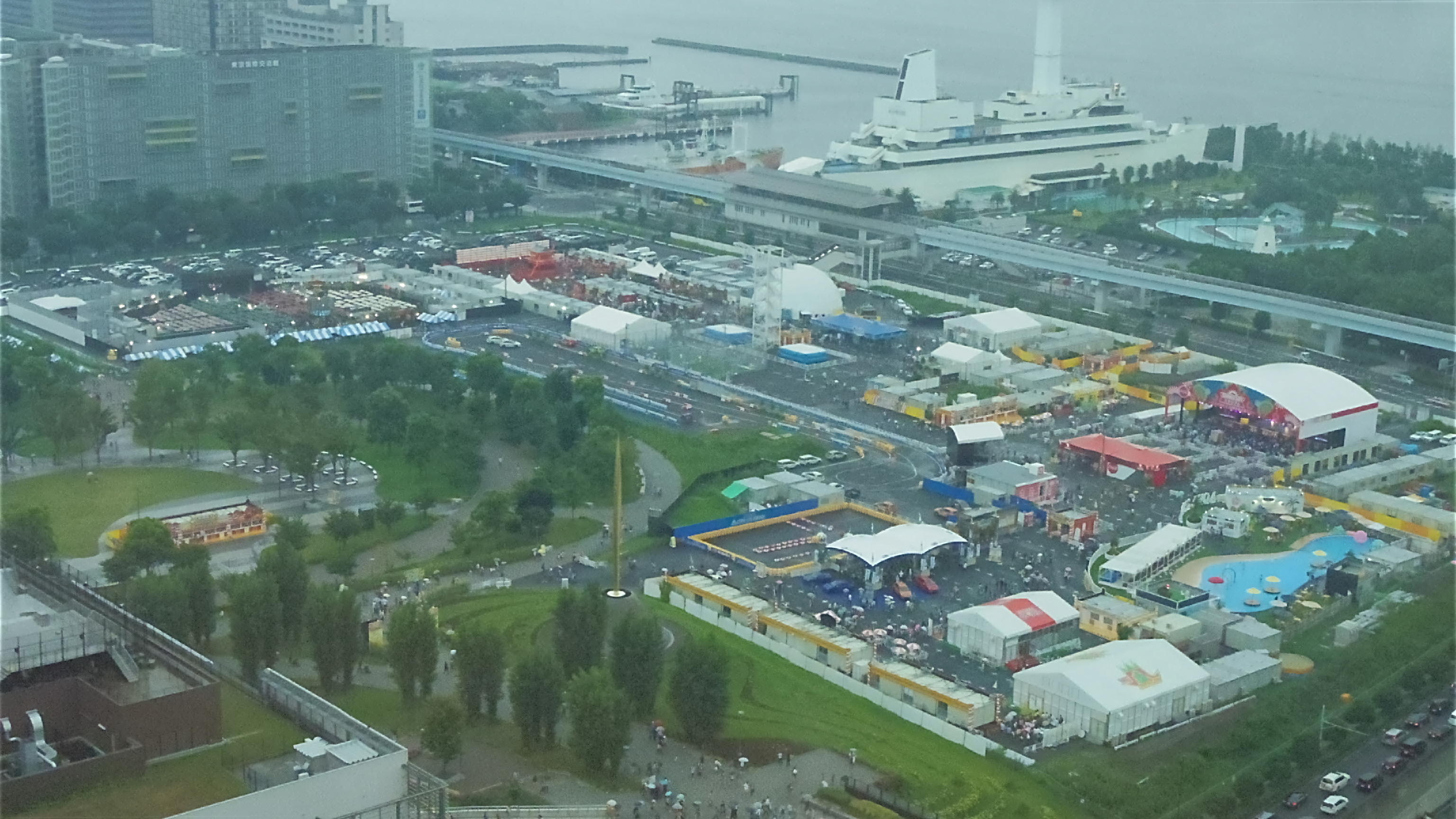
「プールサイドパーティー」とEXILE TRIBEの屋外ステージが特設された「お台場みんなの夢大陸」の会場

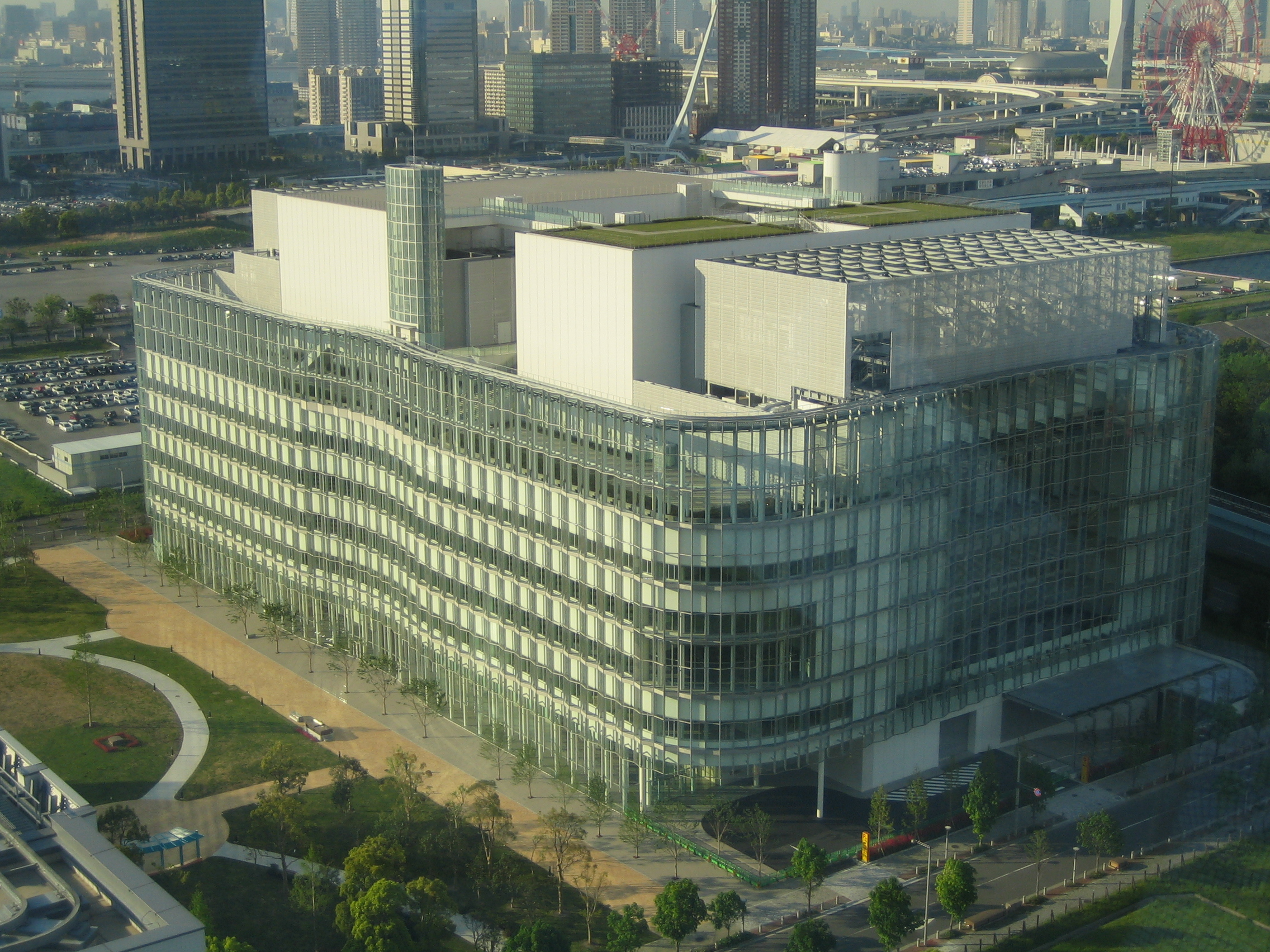
一部のアーティストのパフォーマンスが行われていた屋上ステージが特設されたフジテレビ湾岸スタジオ

『2016 FNSうたの夏まつり 〜海の日スペシャル〜』（2016 エフエヌエスうたのなつまつり うみのひスペシャル）は、フジテレビ系列で2016年7月18日 11:45 - 23:24（JST）に生放送された通算5回目の『FNSうたの夏まつり』である。

## 概要
7月18日（海の日）11:45 - 23:24（JST）に、例年の水曜日から月曜日に変更の上、一部事前収録を含む形で生放送された。この回は、放送日が祝日ということもあり、『音楽の日』（TBS）や『THE MUSIC DAY』（日本テレビ）のように放送時間を例年より大幅に拡大して放送された。また、当番組かつFNS歌謡祭シリーズ史上初の昼前の時間帯から放送された。さらに、これまで放送されることがなかった朝（昼前）・昼・夕方といった日中の時間帯にもそれぞれ史上初の放送となった。放送時間は、11:45 - 16:50を「第1部」、17:20 - 19:00を「第2部」、19:00 - 21:00を「第3部」、22:00 - 23:24を「-夜FES-」とした4部構成で、通算の放送時間は10時間9分と当番組過去最長となる。
主会場を放送開始から昨年までの4年連続で使用された国立代々木競技場第一体育館からフジテレビ本社ビルを中心としたお台場湾岸地区に変更。そのフジテレビ本社「FCGビル」のスタジオと一部の特設ステージを含めた合計10個のステージよりパフォーマンスが披露された。
出演アーティストは過去最多の107組、披露曲数も過去最多の172曲となった。
また、今回は7月18日 - 7月24日の一週間を『FNSドリームフェスWEEK』 と題して、当番組が冒頭番組として放送されるのを筆頭に週末の『FNS27時間テレビフェスティバル!』へ向けて各番組を盛り上げる企画枠で放送された。
同年3月28日放送の『FNSうたの春まつり』で行われたサプライズ企画が大好評だったため、当番組でも第2弾として行われた。番組ホームページでは「大切な人のためにあなたが贈るサプライズプレゼント」として音楽を届けたい人を募集した。
放送時間が長丁場であるため、企画も盛りだくさんで、「女性アイドル総出演! プールサイドパーティー」「最強の夏うた100選」「アニメ『ONE PIECE』最新主題歌メドレー」「小室哲哉 1990年代スーパーヒットコラボメドレー」「桑田佳祐 FNSスペシャルステージ」「桐谷健太が東北の被災地・岩手県大槌町を訪問」「DREAMS COME TRUE 迫力ライブ」「森高千里が故郷・熊本県を訪問」「プロデューサーはあなた! 一夜限りの48&46ドリームチーム楽曲投票!」「EXILE TRIBEが大集結!」といったスペシャル企画を含めた10個のみどころが設けられていた。
番組初のインターネット企画として、同局で深夜に不定期放送されている『心のベストテン』と当番組のコラボレーション企画『心のベストテン〜FNSうたの夏まつり11時間!!!裏実況SP〜』がYouTubeで生配信された。当番組放送終了後でも、後日配信された。同番組のMCを務めるダイノジの大谷ノブ彦と柴那典が出番前や出番後のアーティストと番組の裏側や放送中の番組を視聴しながら感想を語り合っていた。この回に出演したゲストは、綾小路翔（氣志團）、華原朋美、鈴木雅之、ももいろクローバーZ、武部聡志、森山直太朗、安本彩花・柏木ひなた（私立恵比寿中学）、矢島舞美・鈴木愛理・岡井千聖（℃-ute）、小室哲哉、大原櫻子、佐野ひなこの18名（出演順）。
番組放送開始以来、毎年出演していたSMAPが出演を辞退した。尚、同年8月には12月31日を以てグループの解散が発表されたため、『FNSうたの夏まつり』は昨年の『2015 FNSうたの夏まつり』がSMAPとして最後の出演となった。
平均視聴率は11:45 - 16:50（第1部）が6.1%、17:20 - 19:00（第2部）が8.8%、19:00 - 21:00（第3部）が10.9%、22:00 - 23:24（-夜FES-）が10.5%だった（いずれもビデオリサーチ調べ、関東地区・世帯・リアルタイム）。また、瞬間最高視聴率は「-夜FES-」のPerfumeが「FALSH」を披露中の22:22と、48&46 ドリームチームが「サイレントマジョリティー」を披露する直前の22:25の12.9%だった（いずれもビデオリサーチ調べ、関東地区・世帯・リアルタイム）。

## 当日のステージ
今回のステージの最多出演者は、2014年に引き続き、小室哲哉であり、8曲に参加している。
今回は、全172曲中56曲がコラボレーション（共演）で披露され、一昨年同様コラボレーション（共演）が多めの番組構成で、また、今回は4〜6組の複数のアーティストによるコラボレーション（共演）も多かった。但し、ジャニーズ事務所所属のアーティスト、EXILE TRIBEなどのアーティストは全て単体で楽曲を披露していた。
1曲目 - 86曲目は「第1部」、87曲目 - 118曲目は「第2部」、119曲目 - 150曲目は「第3部」、151曲目 - 172曲目は「-夜FES-」でそれぞれ披露された。
出演アーティストでは唯一、小柳ゆきが「第1部」「第2部」「第3部」「-夜FES-」の全ての部に出演している。
女性アイドルグループのプールサイドパーティー、EXILE TRIBE、桑田佳祐、Perfumeなどのアーティストのステージは事前収録。
今回披露された楽曲のうち114曲は、2016年に発売された最新曲（カップリング曲）で残りの57曲が過去に発売されたシングル（カップリング曲）でどちらもコラボ・カバーなども含む。
ジャニーズ事務所からはTOKIO、V6、KinKi Kids、嵐、NEWS、関ジャニ∞、Hey! Say! JUMP、Kis-My-Ft2、Sexy Zone、A.B.C-Z、ジャニーズWESTの11組が出演しており、うちKinKi Kids、ジャニーズWESTの2組は『FNSうたの夏まつり』に初出演となった。
今回は、KinKi Kids、ジャニーズWESTを含め、絢香、アンジュルム、and ROSEs、いきものがかり、ウエンツ瑛士、EXILE THE SECOND、尾崎亜美、ORANGE RANGE、きただにひろし、℃-ute、桐谷健太、Kiroro、Crystal Kay、GLIM SPANKY、桑田佳祐、欅坂46、さかいゆう、THE SOULMATICS、THE ALFEE、JY、柴咲コウ、島谷ひとみ、島袋寛子、鈴木亜美、SEKAI NO OWARI、DAIGO、髙橋真梨子、高橋優、DANCE EARTH PARTY、土屋アンナ、DREAMS COME TRUE、夏木マリ、新山詩織、西内まりや、Perfume、藤原さくら、ふわふわ、ポルノグラフィティ、Little Glee Monster、RADIO FISHの42組のアーティストが『FNSうたの夏まつり』に初出演した。
曲間では、初となるスタジオトークが行われた。スタジオに出演するアーティストは時間帯ごとに入れ替わるスタイルであり、主に出番を直後に控えているアーティストか出番を直前に終えているアーティストが出演している。主に「思い出の夏うたは?」「今年の夏休みは?」などの“夏”に関するテーマを中心にトークしていた。
トーク中のBGM・CM前のSE・エンディング曲は、『FNS歌謡祭』の「花咲く歌声」が使用された。
トップバッターは、THE ALFEEとナオト・インティライミがそれぞれ初めて担当して両者の共演で「最強の夏うたコラボメドレー」の最初の曲として「シーサイド・バウンド」を披露した。
大トリは、桑田佳祐が初めて担当して「百万本の赤い薔薇」を披露した。

### スペシャル企画
放送時間が長丁場のため、ロケ企画と「最強の夏うた100選」といったVTR企画以外に、下記の4つのスペシャル企画が行われた（披露曲などの詳細は下記のセットリストを参照）。
女性アイドル総出演! プールサイドパーティー
- AKB48グループ（AKB48/SKE48/NMB48/HKT48）、坂道シリーズ（乃木坂46/欅坂46）、スターダストグループ（ももいろクローバーZ/私立恵比寿中学）、ハロー!プロジェクトグループ（モーニング娘。'16/℃-ute）の10組の女性アイドルグループが、フジテレビ本社前に特設された「お台場みんなの夢大陸2016」のお台場ウォーターパークの屋外ステージで次々とそれぞれ自身の夏のヒット曲を10曲のメドレーで披露していき、出番ではないグループは観客席でライブを盛り上げていた。また、前年の『2015 FNS歌謡祭 THE LIVE』や本年の『2016 FNS歌謡祭 第2夜』でも上記10組が総出演するメドレー企画が行われていたが、こちらではコラボレーションは一切なく全て単体での披露で行われた。
- 10組の女性アイドルグループは生出演していたが、この企画は別日に事前収録されたものを放送した。

懐かしのアイドル夏うた名曲カバーメドレー
- AKB48グループ（AKB48/SKE48/NMB48/HKT48）、坂道シリーズ（乃木坂46/欅坂46）、スターダストグループ（ももいろクローバーZ/私立恵比寿中学）、ハロー!プロジェクトグループ（モーニング娘。'16/℃-ute）の10組の女性アイドルグループが、1970年代から2000年代までにそれぞれ全盛期だった女性アイドルの夏のヒット曲をカバーして10曲のメドレーで披露された。

小室哲哉 1990年代スーパーヒットコラボメドレー
- 小室哲哉を中心に自身のプロデュースを手掛けたアーティストの小室ファミリーが集結して、小室プロデュースの1990年代のヒット曲を小室ファミリーと小室ブーム世代のアーティストや小室ブームの時代に生まれたアーティストとの共演で全てコラボレーションの8曲のメドレーを披露した。小室哲哉はシンセサイザーの演奏として参加していた。

プロデューサーはあなた! 一夜限りの48&46ドリームチーム楽曲投票!
- AKB48グループ（AKB48/SKE48/NMB48/HKT48）、坂道シリーズ（乃木坂46/欅坂46）のそれぞれのグループの一部メンバーによる番組限定ドリームチームを結成してパフォーマンスが披露された。
- 披露曲は事前には決まっておらず、dボタン連動企画として行われた。

## 出演者

### 司会
- 森高千里
- 渡部建（アンジャッシュ）

### 進行
- 加藤綾子（フリーアナウンサー）

### 出演アーティスト
- 相川七瀬
- 絢香
- 嵐
- アンジュルム
- and ROSEs[注 9][19]
- E-girls
- 家入レオ
- いきものがかり
- 石井竜也
- ウエンツ瑛士
- AKB48
- SKE48
- NMB48
- HKT48
- A.B.C-Z
- EXILE THE SECOND
- 大原櫻子
- 尾崎亜美
- ORANGE RANGE
- 加藤ミリヤ
- 華原朋美
- 関ジャニ∞[注 13]
- 氣志團
- Kis-My-Ft2
- きただにひろし（JAM Project）
- きゃりーぱみゅぱみゅ
- ℃-ute
- 桐谷健太
- Kiroro
- KinKi Kids[注 14]
- Crystal Kay
- クリス・ハート
- GLIM SPANKY
- 桑田佳祐
- K
- 欅坂46
- 倖田來未
- コブクロ
- 小室哲哉
- 小柳ゆき
- さかいゆう
- THE SOULMATICS
- 三代目 J Soul Brothers from EXILE TRIBE[注 15]
- THE ALFEE
- JY
- GENERATIONS from EXILE TRIBE
- 柴咲コウ
- 島谷ひとみ
- 島袋寛子
- ジャニーズWEST[注 16]
- JUJU
- 私立恵比寿中学
- スキマスイッチ
- 杉山清貴
- 鈴木亜美
- 鈴木雅之
- SEKAI NO OWARI
- Sexy Zone[注 17]
- DAIGO
- 髙橋真梨子
- 高橋みなみ
- 高橋優
- 谷村新司
- DANCE EARTH PARTY
- chay
- Chage
- 土屋アンナ
- TRF
- TOKIO
- DREAMS COME TRUE
- ナオト・インティライミ
- 中川翔子
- 夏木マリ
- 新妻聖子
- 新山詩織
- 西内まりや
- 西島隆弘（AAA）
- 西野カナ
- NEWS
- 乃木坂46
- NOKKO
- 秦基博
- PUFFY
- Perfume
- 平井堅
- 平原綾香
- V6
- 藤原さくら
- Flower
- ふわふわ
- Hey! Say! JUMP
- 星野源
- ポルノグラフィティ
- マーク・パンサー
- MACO
- Ms.OOJA
- 水樹奈々
- 宮本笑里
- miwa
- モーニング娘。'16
- ももいろクローバーZ
- 森高千里
- 森山直太朗
- Little Glee Monster
- RADIO FISH
- 和田アキ子
- 渡辺美里

※五十音順

### その他のゲスト
- 桐谷美玲、山﨑賢人 - 月9ドラマ『好きな人がいること』キャスト、主題歌を歌うJYおよび共演者の大原櫻子の応援。

### 音楽・演奏
音楽監督：武部聡志／演奏：Dr 村石雅行、Ba 浜崎賢太、Gt 鳥山雄司、Gt 佐藤大剛、Key 清水俊也、Per 若森さちこ、Cho 今井マサキ、加藤いづみ、Lyn、Strings 今井均ストリングス、Brass 竹下良成ホーンズ

## セットリスト
は「第1部」、 は「第2部」、 は「第3部」、 は「-夜FES-」。
| 順番 | アーティスト                                                  | 楽曲                                                         |
| ---- | ------------------------------------------------------------- | ------------------------------------------------------------ |
| 1    | THE ALFEE×ナオト・インティライミ                              | シーサイド・バウンド (1967/ザ・タイガース)                   |
| 2    | ウエンツ瑛士×西島隆弘×高橋みなみ×藤原さくら                   | 想い出の渚 (1966/ザ・ワイルドワンズ)                         |
| 3    | 島袋寛子×島谷ひとみ×平原綾香×chay                             | 恋のバカンス (1963/ザ・ピーナッツ)                           |
| 4    | 和田アキ子×高橋優×Ms.OOJA                                     | 真赤な太陽 (1967/美空ひばり)                                 |
| 5    | 夏木マリ×相川七瀬×小柳ゆき×新妻聖子                           | 恋の季節 (1968/ピンキーとキラーズ)                           |
| 6    | MACO×渡辺麻友・柏木由紀(AKB48)                                | 天使の誘惑 (1968/黛ジュン)                                   |
| 7    | 西内まりや×新山詩織×大原櫻子                                  | 17才 (1971/南沙織)                                           |
| 8    | 谷村新司×AKB48                                                | 太陽がくれた季節 (1972/青い三角定規)                         |
| 9    | さかいゆう×クリス・ハート×K                                   | 夏休み (1971/よしだたくろう)                                 |
| 10   | 綾小路翔(氣志團)×Little Glee Monster                          | 空に太陽がある限り (1971/にしきのあきら)                     |
| 11   | AKB48                                                         | ポニーテールとシュシュ (2010)                                |
| 12   | SKE48                                                         | パレオはエメラルド (2011)                                    |
| 13   | ℃-ute                                                         | 桃色スパークリング (2011)                                    |
| 14   | NMB48                                                         | ナギイチ (2012)                                              |
| 15   | 私立恵比寿中学                                                | ラブリースマイリーベイビー (2014)                            |
| 16   | 欅坂46                                                        | 世界には愛しかない                                           |
| 17   | 乃木坂46                                                      | ガールズルール (2013)                                        |
| 18   | モーニング娘。'16                                             | ハッピーサマーウェディング (2000/モーニング娘。)             |
| 19   | HKT48                                                         | メロンジュース (2013)                                        |
| 20   | ももいろクローバーZ                                           | ココ☆ナツ (2010/ももいろクローバー)                          |
| 21   | Kis-My-Ft2                                                    | Sha la la☆Summer Time                                        |
| 22   | miwa                                                          | Princess                                                     |
| 23   | JY                                                            | 好きな人がいること                                           |
| 24   | 大原櫻子                                                      | 大好き                                                       |
| 25   | 家入レオ                                                      | 僕たちの未来                                                 |
| 26   | 氣志團×きただにひろし                                         | ウィーキャン! (氣志團ときただにひろし)                       |
| 27   | GLIM SPANKY                                                   | 怒りをくれよ                                                 |
| 28   | 和田アキ子×夏木マリ                                           | 古い日記 (1974/和田アキ子)                                   |
| 29   | Kiroro                                                        | Best Friend 〜Mother Earch Version〜 (2001)                  |
| 30   | 水樹奈々                                                      | POP MASTER (2011)                                            |
| 31   | 水樹奈々                                                      | STARTING NOW!                                                |
| 32   | 谷村新司×高見沢俊彦(THE ALFEE)×ウエンツ瑛士×クリス・ハート    | チャンピオン (1978/アリス)                                   |
| 33   | ポルノグラフィティ                                            | THE DAY                                                      |
| 34   | NOKKO×加藤ミリヤ                                              | 人魚 (1994/NOKKO)                                            |
| 35   | 森山直太朗×欅坂46                                             | さくら (2003/森山直太朗)                                     |
| 36   | chay                                                          | それでしあわせ                                               |
| 37   | アンジュルム                                                  | 大器晩成 (2015)                                              |
| 38   | ℃-ute                                                         | 何故 人は争うんだろう?                                       |
| 39   | 綾小路翔(氣志團)×森山直太朗                                   | 渚のバルコニー (1982/松田聖子)                               |
| 40   | Crystal Kay×Ms.OOJA                                           | 真夏の夜の夢 (1993/松任谷由実)                               |
| 41   | miwa×新山詩織×藤原さくら                                      | 君は天然色 (1981/大滝詠一)                                   |
| 42   | 中川翔子×Little Glee Monster                                  | secret base 〜君がくれたもの〜 (2001/ZONE)                   |
| 43   | 杉山清貴×K×スキマスイッチ×ナオト・インティライミ              | さよならのオーシャン (1986/杉山清貴)                         |
| 44   | 渡辺美里×島袋寛子×新妻聖子                                    | サマータイムブルース (1990/渡辺美里)                         |
| 45   | 絢香                                                          | にじいろ (2014)                                              |
| 46   | 髙橋真梨子                                                    | 桃色吐息 (1984)                                              |
| 47   | Hey! Say! JUMP                                                | 真剣SUNSHINE                                                 |
| 48   | Sexy Zone                                                     | 勝利の日まで                                                 |
| 49   | 氣志團×夏木マリ×土屋アンナ                                    | One Night Carnival (2001/氣志團)                             |
| 50   | THE ALFEE                                                     | SWEAT&TEARS (1986)                                           |
| 51   | コブクロ                                                      | 未来 (2015)                                                  |
| 52   | chay×華原朋美                                                 | あなたに恋をしてみました (2015/chay)                         |
| 53   | 西内まりや×ふわふわ                                           | Chu Chu (西内まりや)                                         |
| 54   | 高橋優                                                        | 産まれた理由                                                 |
| 55   | 新山詩織                                                      | 恋の中                                                       |
| 56   | 中川翔子×家入レオ×大原櫻子                                    | 世界でいちばん熱い夏 (1987/プリンセス プリンセス)            |
| 57   | さかいゆう×秦基博                                             | 揺れる想い (1993/ZARD)                                       |
| 58   | Crystal Kay×MACO×西内まりや                                   | 夏の日の1993 (1993/class)                                    |
| 59   | HKT48                                                         | 君に、胸キュン。 (1983/Y.M.O.)                               |
| 60   | PUFFY×私立恵比寿中学                                          | 渚にまつわるエトセトラ (1997/PUFFY)                          |
| 61   | 石井竜也×乃木坂46                                             | 浪漫飛行 (1987/米米CLUB)                                     |
| 62   | 鈴木雅之×クリス・ハート×K                                     | ガラス越しに消えた夏 (1986/鈴木雅之)                         |
| 63   | 藤原さくら                                                    | Soup                                                         |
| 64   | Flower                                                        | やさしさで溢れるように (2009/JUJU)                           |
| 65   | ジャニーズWEST                                                | 人生は素晴らしい                                             |
| 66   | A.B.C-Z                                                       | Take a "5" Train                                             |
| 67   | and ROSEs                                                     | 紅のプロローグ                                               |
| 68   | 尾崎亜美×miwa                                                 | マイ・ピュア・レディ (1977/尾崎亜美)                         |
| 69   | 乃木坂46                                                      | 裸足でSummer                                                 |
| 70   | さかいゆう×大橋卓弥(スキマスイッチ)                           | まなざし☆デイドリーム (2010/さかいゆう)                      |
| 71   | NMB48                                                         | 僕はいない                                                   |
| 72   | SKE48                                                         | 金の愛、銀の愛                                               |
| 73   | HKT48                                                         | 74億分の1の君へ                                              |
| 74   | 加藤ミリヤ                                                    | HEART BEAT (2012)                                            |
| 75   | ORANGE RANGE                                                  | 花 (2004)                                                    |
| 76   | 大原櫻子                                                      | 明日も (2013/MUSH&Co.)                                       |
| 77   | ももいろクローバーZ                                           | マホロバケーション                                           |
| 78   | 秦基博                                                        | スミレ                                                       |
| 79   | 森山直太朗                                                    | 嗚呼                                                         |
| 80   | 鈴木雅之×水樹奈々                                             | 渋谷で5時 (1996/鈴木雅之&菊池桃子)                           |
| 81   | 柴咲コウ×宮本笑里                                             | 永遠 (1997/ZARD)                                             |
| 82   | 平原綾香                                                      | Jupiter (2003)                                               |
| 83   | ナオト・インティライミ                                        | The World is ours! (2014)                                    |
| 84   | 家入レオ×藤原さくら                                           | 君がくれた夏 (2015/家入レオ)                                 |
| 85   | 森高千里                                                      | この街 (1990)                                                |
| 86   | 森高千里                                                      | 渡良瀬橋 (1993)                                              |
| 87   | THE ALFEE×石井竜也×森山直太朗                                 | 星空のディスタンス (1984/ALFEE)                              |
| 88   | PUFFY                                                         | アジアの純真 (1996)                                          |
| 89   | ジャニーズWEST                                                | ええじゃないか (2014)                                        |
| 90   | A.B.C-Z                                                       | Za ABC〜5stars〜 (2012)                                      |
| 91   | Sexy Zone                                                     | Sexy Zone (2011)                                             |
| 92   | 西野カナ                                                      | Have a nice day                                              |
| 93   | DANCE EARTH PARTY                                             | NEO ZIPANG 〜UTAGE〜                                         |
| 94   | 三代目 J Soul Brothers                                        | MUGEN ROAD                                                   |
| 95   | GENERATIONS                                                   | RUN THE TOWN                                                 |
| 96   | E-girls                                                       | DANCE WITH ME NOW!                                           |
| 97   | E-girls                                                       | E.G. summer RIDER                                            |
| 98   | EXILE THE SECOND                                              | YEAH!! YEAH!! YEAH!!                                         |
| 99   | EXILE THE SECOND                                              | CLAP YOUR HANDS (2012)                                       |
| 100  | 欅坂46                                                        | ひと夏の経験 (1974/山口百恵)                                 |
| 101  | 私立恵比寿中学                                                | Yeah! めっちゃホリディ (2002/松浦亜弥)                       |
| 102  | モーニング娘。'16                                             | 渚のシンドバッド (1977/ピンク・レディー)                     |
| 103  | SKE48                                                         | 渚のはいから人魚 (1984/小泉今日子)                           |
| 104  | NMB48                                                         | 夏祭り (1990/JITTERIN'JINN)・(2000/whiteberry)               |
| 105  | HKT48                                                         | C-Girl (1988/浅香唯)                                         |
| 106  | 乃木坂46                                                      | サザン・ウインド (1984/中森明菜)                             |
| 107  | ももいろクローバーZ                                           | 君たちキウイ・パパイア・マンゴーだね。 (1984/中原めいこ)     |
| 108  | ℃-ute                                                         | 暑中お見舞い申し上げます (1977/キャンディーズ)               |
| 109  | AKB48                                                         | 夏の扉 (1981/松田聖子)                                       |
| 110  | RADIO FISH                                                    | PERFECT HUMAN                                                |
| 111  | スキマスイッチ×ウエンツ瑛士×西島隆弘                          | 全力少年 (2005/スキマスイッチ)                               |
| 112  | 小柳ゆき×加藤ミリヤ                                           | あなたのキスを数えましょう 〜You were mine〜 (1999/小柳ゆき) |
| 113  | 倖田來未                                                      | Butterfly (2005)                                             |
| 114  | 倖田來未                                                      | BUT (2007)                                                   |
| 115  | 倖田來未                                                      | Lollipop (2010)                                              |
| 116  | TOKIO                                                         | LOVE YOU ONLY (1994)                                         |
| 117  | KinKi Kids                                                    | ジェットコースター・ロマンス (1998)                          |
| 118  | いきものがかり                                                | じょいふる (2009)                                            |
| 119  | 柴咲コウ                                                      | 白いカイト (1995/MY LITTLE LOVER)                            |
| 120  | 三代目 J Soul Brothers                                        | Summer Madness feat. Afrojack (2015)                         |
| 121  | miwa×ももいろクローバーZ                                      | ミラクル (2013/miwa)                                         |
| 122  | コブクロ                                                      | 君という名の翼 (2006)                                        |
| 123  | 平井堅                                                        | ソレデモシタイ (2014)                                        |
| 124  | 嵐                                                            | Beautiful days (2008)                                        |
| 125  | DREAMS COME TRUE                                              | うれしい!たのしい!大好き! (1989)                             |
| 126  | TRF×小室哲哉                                                  | BOY MEETS GIRL (1994/trf)                                    |
| 127  | chay×家入レオ×小室哲哉                                        | 恋しさと せつなさと 心強さと (1994/篠原涼子 with t.komuro)   |
| 128  | TRF×小室哲哉                                                  | Overnight Sensation 〜時代はあなたに委ねてる〜 (1995/trf)    |
| 129  | 小室哲哉×マーク・パンサー×水樹奈々×小柳ゆき×島袋寛子×平原綾香 | FREEDOM (1996/globe)                                         |
| 130  | 鈴木亜美×小室哲哉                                             | BE TOGETHER (1999/鈴木あみ)                                  |
| 131  | 西内まりや×ふわふわ×小室哲哉                                  | TOO SHY SHY BOY! (1992/観月ありさ)                           |
| 132  | 華原朋美×小室哲哉                                             | I BELIEVE (1995/華原朋美)                                    |
| 133  | TRF×小室哲哉×ALL                                              | survival dAnce 〜no no cry more〜 (1994/trf)                 |
| 134  | 桐谷健太                                                      | 海の声 (2015/浦島太郎)                                       |
| 135  | Kis-My-Ft2                                                    | Everybody Go (2011)                                          |
| 136  | Hey! Say! JUMP                                                | Come On A My House (2013)                                    |
| 137  | ポルノグラフィティ                                            | アゲハ蝶 (2001)                                              |
| 138  | 西野カナ                                                      | トリセツ (2015)                                              |
| 139  | 髙橋真梨子                                                    | Mr.サマータイム (1978/サーカス)                              |
| 140  | 絢香                                                          | 三日月 (2006)                                                |
| 141  | V6                                                            | 愛なんだ (1997)                                              |
| 142  | SEKAI NO OWARI                                                | 眠り姫 (2012)                                                |
| 143  | SEKAI NO OWARI                                                | RPG (2013)                                                   |
| 144  | 秦基博×森山直太朗×スキマスイッチ×宮本笑里                     | ひまわりの約束 (2014/秦基博)                                 |
| 145  | JUJU×THE SOULMATICS×宮本笑里                                  | 奇跡を望むなら… (2006/JUJU)                                  |
| 146  | 関ジャニ∞                                                     | 無責任ヒーロー (2008)                                        |
| 147  | NEWS                                                          | チャンカパーナ (2012)                                        |
| 148  | 桑田佳祐                                                      | 大河の一滴                                                   |
| 149  | 桑田佳祐                                                      | ヨシ子さん                                                   |
| 150  | 嵐                                                            | I seek                                                       |
| 151  | TOKIO                                                         | fragile                                                      |
| 152  | AKB48                                                         | LOVE TRIP                                                    |
| 153  | DAIGO                                                         | KSK                                                          |
| 154  | V6                                                            | Beautiful World                                              |
| 155  | KinKi Kids                                                    | 薔薇と太陽                                                   |
| 156  | NEWS                                                          | 恋を知らない君へ                                             |
| 157  | Perfume                                                       | チョコレイト・ディスコ (2007)                                |
| 158  | Perfume                                                       | FLASH                                                        |
| 159  | 平井堅                                                        | 魔法って言っていいかな?                                      |
| 160  | 48&46 ドリームチーム                                          | サイレントマジョリティー (欅坂46)                            |
| 161  | 関ジャニ∞                                                     | 罪と夏                                                       |
| 162  | ナオト・インティライミ                                        | Overflows 〜言葉にできなくて〜                               |
| 163  | 星野源                                                        | Friend Ship (2015)                                           |
| 164  | きゃりーぱみゅぱみゅ                                          | PONPONPON (2011)                                             |
| 165  | 島袋寛子×島谷ひとみ×家入レオ                                  | 島唄 (1992/THE BOOM)                                         |
| 166  | 石井竜也×DAIGO                                                | DESIRE -情熱- (1986/中森明菜)                                |
| 167  | THE ALFEE×山本彩・NMB48                                       | お嫁においで (1966/加山雄三)                                 |
| 168  | 新妻聖子×さかいゆう×水樹奈々                                  | RIDE ON TIME (1980/山下達郎)                                 |
| 169  | 華原朋美×相川七瀬×小柳ゆき×平原綾香                           | 夏が来る (1994/大黒摩季)                                     |
| 170  | クリス・ハート×DAIGO×高橋みなみ                               | ビューティフル・ネーム (1979/ゴダイゴ)                       |
| 171  | Chage×西内まりや×大原櫻子                                     | ふたりの愛ランド (1984/石川優子とチャゲ)                     |
| 172  | 桑田佳祐                                                      | 百万本の赤い薔薇                                             |

## ロケ企画
『FNSうたの春まつり』に引き続き、アーティストがスタジオを飛び出し日本全国各地へ向かうロケ企画が行われた。

## 最強の夏うた100選
日本全国の10代から70代までの2000人にアンケートして番組側が制作した最強の夏うた100選を「2千人が選ぶ今聴きたい夏の名曲100選」と題して、過去に放送された『FNS歌謡祭』『FNSうたの夏まつり』『MUSIC FAIR』『夜のヒットスタジオ』『HEY!HEY!HEY!』『僕らの音楽』などのフジテレビの音楽番組で披露された映像を基に紹介。発表された100曲は、1曲目を100位とし、100曲目を1位というカウントダウン形式のランキングような構成になっている。今回の番組の通し企画として放送された。また、一部の曲はVTRではなく「最強の夏うたコラボメドレー」と題して、出演アーティスト同士のコラボレーションやカバーで披露された。

## スタッフ
- 制作：金田耕司、夏野亮、佐々木将
- エグゼクティブプロデューサー：石田弘
- 音楽：武部聡志
- 構成：山内浩嗣、大野慶助
- 美術プロデューサー：三竹寛典
- セットデザイン：越野幸栄、鈴木賢太、邨山直也
- 美術進行：中村秀美、鈴木真吾、西嶋友里
- 大道具：引馬幹晴（國新産業）、藤沢和雄（チトセアート）、鎌田大祐（東宝舞台）
- アートフレーム：三浦文裕、石井智之、坂脇伸吾
- アクリル装飾：永山淳、斉藤祐介、犬塚健
- 電飾：渡辺信一（興進電化）、後藤佑介（テルミック）、四尾達朗（KINETIC LIGHTS JAPAN）
- 視覚効果：倉谷美奈絵、鈴木希望
- 楽器：島津哲也（サンフォニックス）
- モニター：齋藤淳之介（東京チューブ）、石野創太（東京チューブ）、坂部健（インターナショナルクリエイティブ）
- TD／SW：米山和孝
- SW：障子川雅則、斉藤伸介、馬場義土
- カメラ：上田容一郎、京田航、片野裕史
- 音声：菊地道元、高橋敬、吉永哲也
- VE：小幡成樹、安藤悠人、富澤貴啓
- 照明デザイン：植松晃一、朝倉康之、大野遙平
- PA：白鳥慎一郎、吉竹新、渡眞利泰樹
- CG：古畑資展、村上雅洋（テルミック）
- 音楽コーディネート：大滝拓見、西村信乃
- 編成：藤井修、西原恵
- 宣伝：熊谷知子、為永佐知男
- 広報：佐藤未郷
- ホームページ担当：鈴木小織
- データ放送：高橋伸介
- テロップ送出：小倉敦之（デジデリック）、草崎祐一郎（デジデリック）
- 音響効果：中田圭三（4-Legs）、温水義成（4-Legs）、小堀一
- 運営：椎名貴一（スマイルオン）
- 場内管理：坂井伸治
- TK：平野美紀子、槇加奈子
- デスク：冨張明子、谷山里美
- 協力：ハーフトーンミュージック、SENSUOUS
- ロケ協力：アクアシティお台場、トラッシュ、はまぎく若だんな会、大槌町役場、城山観光、百丈梱包運輸
- 美術協力：京花園、野沢園、山田かつら、東京衣裳、コマデン
- 技術協力：fmt、共同テレビジョン、サンフォニックス、放映サービス、共立、ニューテレス、東通、田中電設、ネクシオン、H!BINO、バンセイ、SHURE、三穂電機、PRG
- 制作進行：早川和希
- アシスタントプロデューサー：加藤万貴、湯瀬恵理子、岩田恵
- フロアディレクター：大野悟、益田洋平、三好達也、後藤悠樹
- 岩手・熊本ロケディレクター：松清弘卓
- 湾岸屋上ディレクター：唐雅則
- 編集ディレクター：平田亮輔、黒岩栄治
- 送出ディレクター：太田秀司、志賀一寿
- 制作プロデューサー：土田芳美、宇賀神裕子、後藤夏美
- プロデューサー：三浦淳、河本晃典、若林美樹
- 演出：松永健太郎、島田和正
- 総合演出：浜崎綾
- チーフプロデューサー：板谷栄司
- 制作著作：フジテレビ